# Descomposición Helmholtz
En física y matemáticas, en el campo del cálculo vectorial, el teorema de Helmholtz, también conocido como el teorema fundamental del cálculo vectorial, afirma que cualquier campo vectorial tridimensional que sea lo bastante suave y que decaiga lo bastante rápido puede ser descompuesto en la suma de un campo vectorial irrotacional (sin rotor) más otro solenoidal (sin divergencia); esto se conoce como su descomposición Helmholtz en honor a Hermann von Helmholtz.
Esto implica que cualquier campo vectorial {\displaystyle \mathbf {F} } que cumpla las condiciones está generado por un par de potenciales: un potencial escalar {\displaystyle \varphi } y un potencial vector {\displaystyle \mathbf {A} }.

## Teorema
Sea {\displaystyle \mathbf {F} } un campo vectorial en {\displaystyle \mathbb {R} ^{3}} que sea de clase {\displaystyle C^{2}} y que decaiga más rápido que {\displaystyle {\frac {1}{r}}} en el infinito. Entonces, {\displaystyle \mathbf {F} } es la suma de un gradiente y un rotor como sigue:

{\displaystyle \mathbf {F} =-{\boldsymbol {\nabla }}\varphi +{\boldsymbol {\nabla }}\times \mathbf {A} }

donde:
{\displaystyle \varphi } representa un potencial escalar.
{\displaystyle \mathbf {A} } representa un potencial vector.
Donde:
{\displaystyle \varphi (\mathbf {r} )={\frac {1}{4\pi }}\int _{V}{\frac {\nabla '\cdot \mathbf {F} (\mathbf {r} ')}{\left|\mathbf {r} -\mathbf {r} '\right|}}\mathrm {d} V'-{\frac {1}{4\pi }}\int _{S}{\frac {\mathbf {F} (\mathbf {r} ')\cdot \mathbf {\mathrm {d} S} '}{\left|\mathbf {r} -\mathbf {r} '\right|}},}
{\displaystyle \mathbf {A} (\mathbf {r} )={\frac {1}{4\pi }}\int _{V}{\frac {\nabla '\times \mathbf {F} (\mathbf {r} ')}{\left|\mathbf {r} -\mathbf {r} '\right|}}\mathrm {d} V'+{\frac {1}{4\pi }}\int _{S}{\frac {\mathbf {F} (\mathbf {r} ')\times \mathbf {\mathrm {d} S} '}{\left|\mathbf {r} -\mathbf {r} '\right|}}.}
Si {\displaystyle \mathbf {F} } tiene divergencia nula, {\displaystyle \nabla \cdot \mathbf {F} =0}, entonces F recibe el nombre de campo solenoidal, y su descomposición Helmholtz se reduce a:

{\displaystyle \mathbf {F} ={\boldsymbol {\nabla }}\times \mathbf {A} }

En este caso, {\displaystyle \mathbf {A} } se conoce como el potencial vectorial de {\displaystyle \mathbf {F} }. Esta elección concreta de potencial vector tiene divergencia nula, condición que en física se denomina de Coulomb.
De forma similar, si {\displaystyle \mathbf {F} } tiene rotor nulo, {\displaystyle \nabla \times \mathbf {F} =0}, se denomina campo irrotacional, y su descomposición Helmholtz se reduce a:

{\displaystyle \mathbf {F} =-\nabla \varphi .}

En este caso, {\displaystyle \varphi } se conoce como el potencial escalar de {\displaystyle \mathbf {F} }.
En general {\displaystyle \mathbf {F} } es la suma de estos términos,

{\displaystyle \mathbf {F} =-\nabla \varphi +\nabla \times \mathbf {A} }

donde el gradiente negativo del potencial escalar es la componente irrotacional, mientras que el rotor del potencial vector es la componente solenoidal.

## Campos con divergencia y rotacional dados
El nombre "teorema de Helmholtz" también puede referirse a lo siguiente: sea {\displaystyle \mathbf {C} } un campo vectorial y {\displaystyle d} uno escalar en {\displaystyle \mathbb {R} ^{3}} lo suficientemente suaves y que decaen más rápido que {\displaystyle {\frac {1}{r^{2}}}} en el infinito. Entonces, existe un campo vectorial {\displaystyle \mathbf {F} } tal que {\displaystyle \nabla \cdot \mathbf {F} =d} y {\displaystyle \nabla \times \mathbf {F} =C}. Si además se especifica la condición de que {\displaystyle \mathbf {F} } se anule con {\displaystyle r\to \infty }, entonces {\displaystyle \mathbf {F} } es único.
Es decir, dados una divergencia y rotacional se puede construir el campo vectorial asociado, y si además se indica que éste se anula en el infinito, está especificado de forma única por su divergencia y su rotor. Este teorema es de gran importancia en electrostática, dado que las ecuaciones de Maxwell para los campos eléctrico y magnético en el caso estático son exactamente del tipo descrito. La prueba se construye generalizando la dada arriba, estableciendo

{\displaystyle \mathbf {F} =-{\boldsymbol {\nabla }}{\mathcal {G}}(d)+{\boldsymbol {\nabla }}\times {\mathcal {G}}(\mathbf {C} ).}

## Formas diferenciales
La descomposición de Hodge está relacionada con la descomposición de Helmholtz, pasando de campos vectoriales en R3 a formas diferenciales en una variedad Riemanniana M. La mayoría de las formulaciones de la descomposición de Hodge exigen que M sea compacta. Dado que esto no se cumple para R3, la descomposición de Hodge no es estrictamente una generalización del teorema de Helmholtz. Sin embargo, el requisito de compacidad de la formulación usual puede relajarse, exigiendo en su lugar a las formas diferenciales involucradas las condiciones adecuadas sobre su decaimiento en el infinito, resultando por tanto una auténtica generalización del teorema de Helmholtz.

## Formulación débil
También se puede generalizar la descomposición de Helmholtz relajando las condiciones de regularidad (es decir, la exigencia de que existan derivadas en sentido fuerte). Sea Ω un dominio de Lipschitz acotado y simplemente conexo. Todo campo vectorial u ∈ (L2(Ω))3 que sea cuadrado-integrable (es decir, que la integral en todo el dominio del cuadrado de su módulo sea finita) tiene una descomposición ortogonal:

{\displaystyle \mathbf {u} ={\boldsymbol {\nabla }}\varphi +\mathrm {rot} \,\mathbf {A} }

donde φ está en el espacio de Sóbolev H1 de funciones cuadrado-integrables en Ω cuyas derivadas parciales (definidas en el sentido de distribución) sean también cuadrado-integrables; y A ∈ H(rot,Ω), el espacio Sobolev de campos vectoriales cuadrado-integrables con rotor también cuadrado-integrable.
Si el campo vectorial u es más suave y se cumple u ∈ H(rot,Ω), se tiene una descomposición similar:

{\displaystyle \mathbf {u} ={\boldsymbol {\nabla }}\varphi +\mathbf {v} }

donde φ ∈ H1(Ω) y v ∈ (H1(Ω))d.

## Campos longitudinal y transversal
En física es frecuente denominar componente longitudinal a la componente irrotacional de un campo vectorial, y componente transversal a la componente solenoidal. Esta terminología surge de la aplicación de transformadas integrales vectoriales como sigue: sea u(x) un campo vectorial en R3, y sea U(k) su transformada tridimensional de Fourier. Si se separa este último campo en cada punto k en sus componentes paralela (longitudinal) y perpendicular (transversal) a k, se tiene:
{\displaystyle {\mathcal {F}}[\mathbf {u} (\mathbf {x} )]=\mathbf {U} (\mathbf {k} )=\mathbf {U} _{l}(\mathbf {k} )+\mathbf {U} _{t}(\mathbf {k} )}
{\displaystyle \mathbf {k} \cdot \mathbf {U} _{t}=\mathbf {k} \times \mathbf {U} _{l}=0}
Aplicando a continuación la transformada inversa de Fourier a cada componente, y empleando las propiedades de esta transformada, se verifica:
{\displaystyle {\mathcal {F}}^{-1}[\mathbf {U} (\mathbf {k} )]=\mathbf {u} (\mathbf {x} )=\mathbf {u} _{t}(\mathbf {x} )+\mathbf {u} _{l}(\mathbf {x} )}
{\displaystyle \nabla \cdot \mathbf {u} _{t}=\nabla \times \mathbf {u} _{l}=0}
Por tanto, se ha obtenido la descomposición Helmholtz de u.

## Fórmulas integrales
Si el campo vectorial es suave y decae lo bastante rápido, junto con sus derivadas primera y segunda, entonces los campos vectoriales Fl y Ft que resultan de su descomposición Helmholtz F = Fl + Ft pueden ser expresados en forma integral:
{\displaystyle {\begin{aligned}\mathbf {F} _{l}(\mathbf {x} )&=-{1 \over 4\pi }{\nabla }\left({\nabla }\cdot \int {\frac {\mathbf {F} (\mathbf {x} ')\,d^{3}x'}{\mid \mathbf {x} -\mathbf {x} ^{\prime }\mid }}\right)\\&=-{1 \over 4\pi }\nabla \int {\frac {\nabla ^{\prime }\cdot \mathbf {F} (\mathbf {x} ^{\prime })}{\mid \mathbf {x} -\mathbf {x} ^{\prime }\mid }}d^{3}x^{\prime }\end{aligned}}}
y
{\displaystyle \mathbf {F} _{t}\left(\mathbf {x} \right)={1 \over 4\pi }{\nabla }\times {\nabla }\times \int {\mathbf {F} \left(\mathbf {x} ^{\prime }\right)\,d^{3}x^{\prime } \over \mid \mathbf {x} -\mathbf {x} ^{\prime }\mid }.}
El rotacional del primer vector es nulo, porque es un gradiente, y lo mismo se aplica a la divergencia del segundo porque es un rotor. Esta descomposición integral es consecuencia de la expresión del potencial newtoniano de F, que es el campo vectorial W que decae rápidamente y cumple
{\displaystyle \nabla ^{2}\mathbf {W} =-\mathbf {F} .}
El potencial puede ser expresado como
{\displaystyle \mathbf {W} (\mathbf {x} )={\frac {1}{4\pi }}\int {\frac {\mathbf {F} (\mathbf {x} ')\,d^{3}x'}{|\mathbf {x} -\mathbf {x} '|}}.}
Entonces, la identidad vectorial
{\displaystyle -\nabla ^{2}\mathbf {W} =-\nabla \left(\nabla \cdot \mathbf {W} \right)+\nabla \times \nabla \times \mathbf {W} }
es exactamente la descomposición Helmholtz, porque el primer miembro es F, y el segundo es Fl + Ft.

### Formulación débil
- C. Amrouche, C. Bernardi, M. Dauge, and V. Girault. "Vector potentials in three dimensional non-smooth domains." Mathematical Methods in the Applied Sciences, 21, 823–864, 1998.
- R. Dautray and J.-L. Lions. Spectral Theory and Applications, volume 3 of Mathematical Analysis and Numerical Methods for Science and Technology. Springer-Verlag, 1990.
- V. Girault and P.A. Raviart. Finite Element Methods for Navier–Stokes Equations: Theory and Algorithms. Springer Series in Computational Mathematics. Springer-Verlag, 1986.